# Orion (Schiff, 2019)
Die Orion ist ein Errichterschiff für die kommenden Generationen von Offshore-Windkraftanlagen. Sie wurde bei COSCO in China für die belgische Unternehmensgruppe Dredging, Environmental and Marine Engineering (DEME) gebaut und 2019 abgeliefert.

## Beschreibung
Die Besonderheit des neuen, 216,5 Meter langen Errichterschiffes Orion ist der Schwerlastschiffskran mit einer Nennlast von 3000 Tonnen bei einer Ausladung von 50 Metern und einer Hubhöhe von rund 170 Metern über der Meereshöhe. Damit können durch das Schiff nicht nur die schwersten Jackets, Monopiles und Bauteile der kommenden Generationen der Offshore-Windkraftanlagen installiert werden, sondern auch der zukünftige Rückbau von Offshore-Windanlagen soll damit erfolgen. Module und Baustrukturen der HGÜ-Plattformen bzw. der zu demontierenden Öl- und Gasförderplattformen lassen sich damit heben.
Ballastwasser kann innerhalb des Schiffes umhergepumpt werden, um es bei Belastung des Kranes in der Waagerechten zu halten.
Im November 2019 begann bei Liebherr-MCCtec in Rostock die Errichtung des Schwerlastkranes vom Typ HLC 295000 der Firma Liebherr. Anfang April 2020 wurde der 145 Meter lange Ausleger auf dem Drehkranz installiert. Am 2. Mai brach bei einem Hebetest eines mit Wasser gefüllten, 5500 Tonnen schweren Pontons der vom niederländischen Unternehmen Ropeblock hergestellte Kranhaken bei einer Belastung von 2600 Tonnen; der Kranausleger überschlug sich und brach. Dabei wurden zwölf Personen verletzt, zwei davon schwer. An Bord waren zum Unglückszeitpunkt 120 Personen. Der Schaden wurde auf einen hohen zweistelligen Millionenbetrag geschätzt. Der Schwerlastkran des Schiffes wurde bis Ende März 2022 in Rostock repariert und neu aufgebaut. Das Schiff wurde Ende April 2022 an DEME abgeliefert.
| Hub        | Hub- kapazität | max. Aus- ladung | max. Hubhöhe- über Deck |
| ---------- | -------------- | ---------------- | ----------------------- |
| Haupthub   | 5000 Tonnen    | 35 Meter         | 135 Meter               |
| Hilfshub 1 | 1500 Tonnen    | 70 Meter         | 165 Meter               |
| Hilfshub 2 | 200 Tonnen     | 151 Meter        | 175 Meter               |

Die installierte Gesamtleistung des Schiffes beträgt 44.180 kW. Damit erreicht die Orion eine Geschwindigkeit von rund 12 Knoten. Sie wurde mit der DP3-Fähigkeit ausgestattet, da keine Hubbeine installiert wurden. Das Schiff verfügt über Dual-Fuel-Motoren und kann mit Dieselöl oder Erdgas (LNG) betrieben werden. Zum sparsamen Verbrauch wurden Abgaskessel und Wärmetauscher eingebaut, um die thermische Energie aus den Abgasen und dem Kühlwasser zur Stromversorgung und Heizung bzw. Warmwasserversorgung zu nutzen.
Auf dem Schiff sind Einrichtungen für eine Besatzung von rund 131 Personen vorhanden, die um rund 100 Plätze vergrößert werden können.

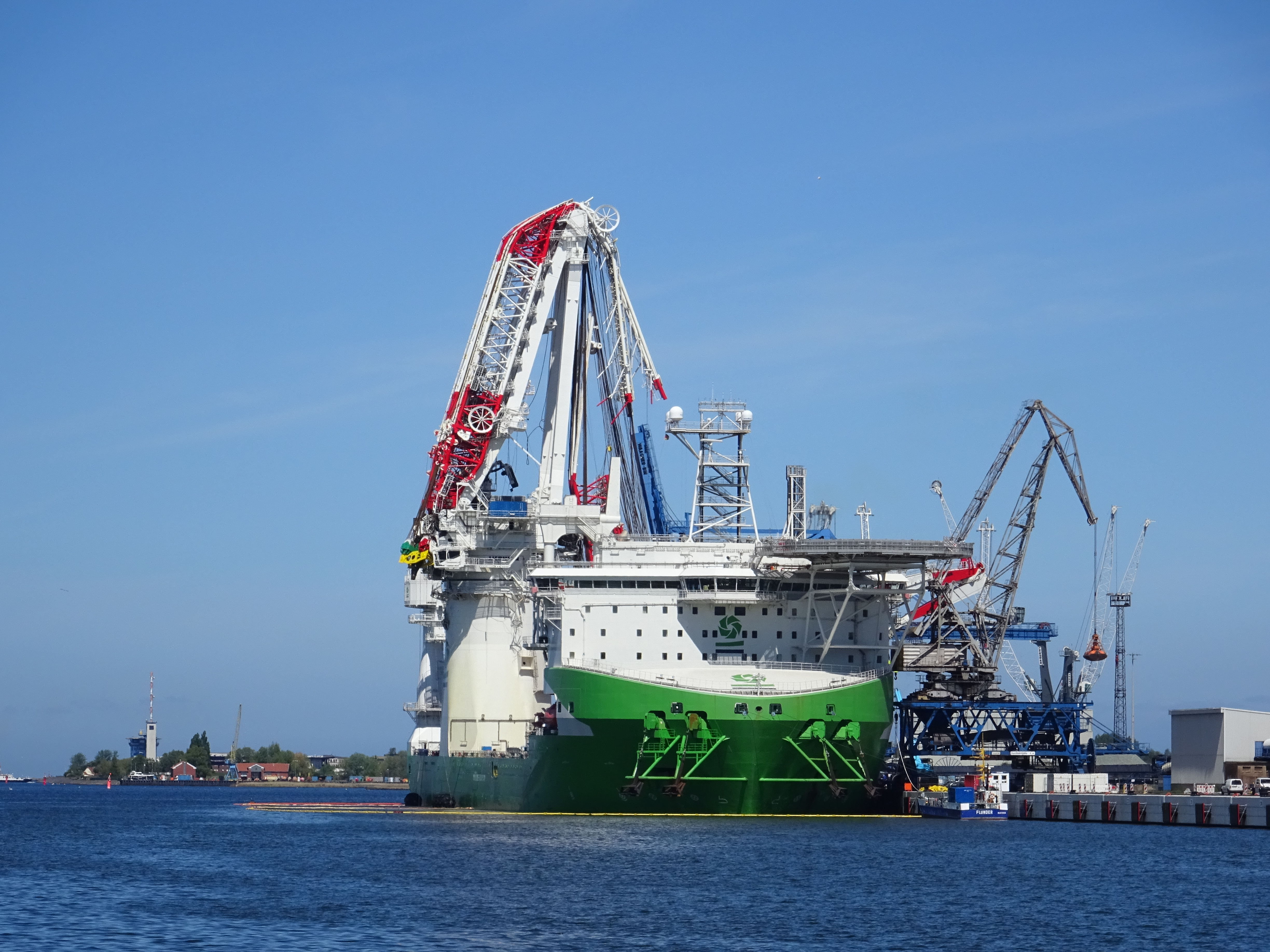
Die Orion mit abgeknicktem Kran im Überseehafen Rostock (Mai 2020)
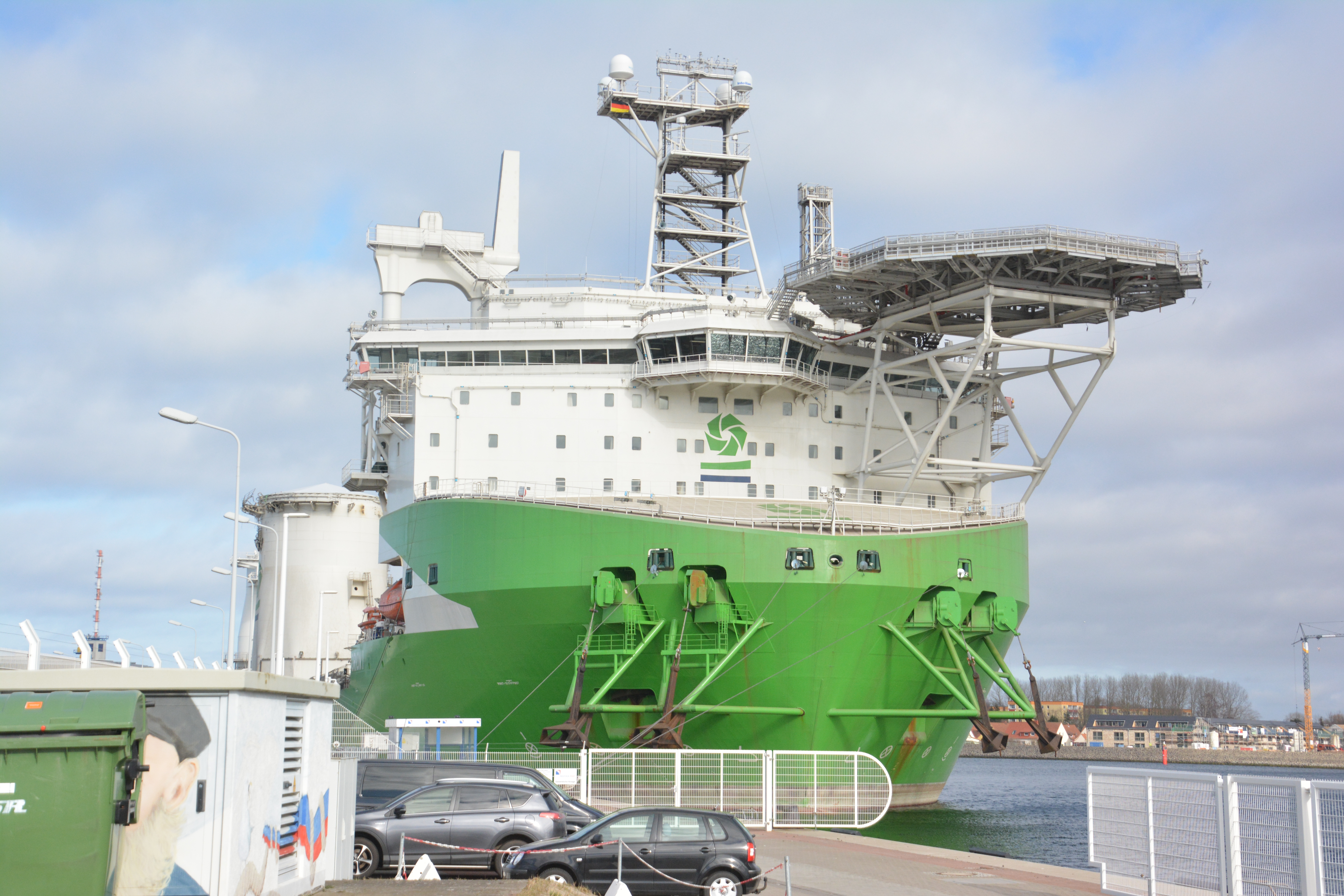
Bugansicht 2021
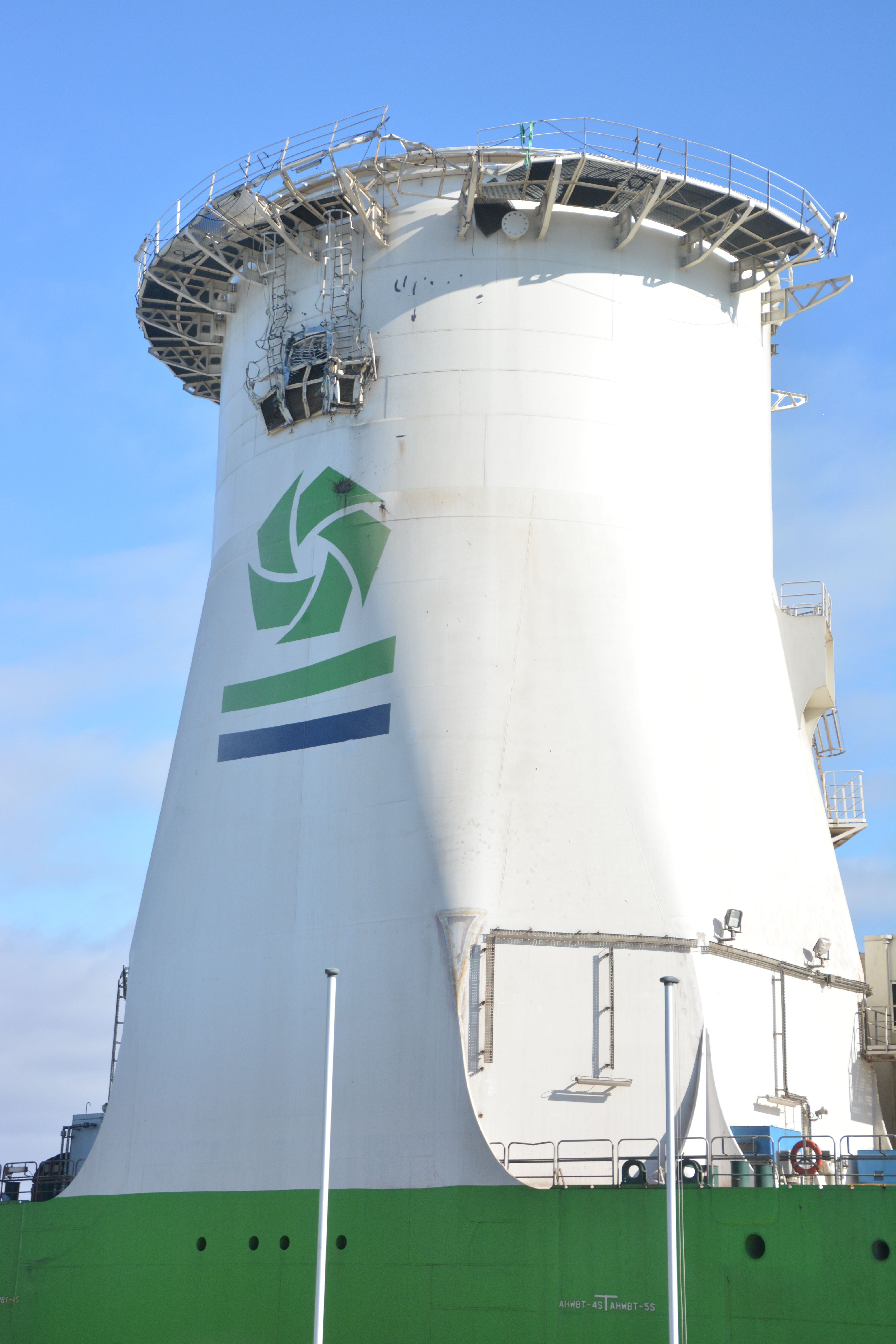
Kranturm mit demontiertem Kran 2021